# Wojny o sukcesję rugijską
Wojny sukcesyjne w Księstwie rugijskim — zespół konfliktów zbrojnych toczonych w l. 1326-1354 między Meklemburgią a Pomorzem Zachodnim o władzę nad Rugią.

## I wojna rugijska
Po śmierci księcia rugijskiego Wisława III 8 listopada 1325, który nie pozostawił po sobie męskiego potomka władza w księstwie rugijskim przypadła w udziale siostrzeńcowi Wisława – Warcisławowi IV. Ów zwrócił się do króla Danii Krzysztofa II o nadanie mu lenna rugijskiego. Rebelia w Danii, jaka miała w tym czasie miejsce, zmusiła jednak Krzysztofa II do ucieczki z kraju i szukania pomocy u swoich wasali w Meklemburgii. Pomimo dobrych kontaktów z książętami meklemburskimi, władca duński spotkał się w czerwcu 1326 z Warcisławem nadając mu część spornych ziem. Chcąc się zabezpieczyć na wypadek nacisków Meklemburczyków na Krzysztofa, Warcisław zawiązał 14 lipca 1326 sojusz z władającym faktycznie Danią hrabią Holsztynu Gerardem III.
1 sierpnia 1326 po krótkiej chorobie zmarł Warcisław IV, pozostawiając trzech niepełnoletnich synów, których prawa do ziem rugijskich poparł Gerard III. Tymczasem przebywający na wygnaniu w Meklemburgii Krzysztof II, zamierzając odzyskać tron duński, w zamian za wsparcie militarne zaoferował lenno rugijskie księciu Meklemburgii Henrykowi II Lwu. Pod koniec lata 1326 Henryk, wykorzystując sytuację polityczną, zajął zachodnie ziemie rugijskie m.in. miasta Łosice, Bardo i Grzymie, które poddały się po krótkim oblężeniu. Przeciwko Henrykowi sojusz z hrabią Gerardem zawiązały miasta hanzeatyckie: Strzałów, Gryfia, Nakło oraz Dymin.
We wrześniu 1326 Gerard na czele 600 konnych wkroczył do Strzałowa, odbijając Łosice. W październiku po uzgodnieniu warunków zawieszenia broni z Meklemburgią udał się do Danii. Opiekę nad mieszkańcami Wołogoszczy, gdzie schroniła się rodzina Warcisława, pozostawił władcom szczecińskim. Kolejne walki wybuchły w lipcu 1327. Po nieskutecznym ostrzale Dymina Henryk II ruszył na Gryfię. Nic nie wskórawszy obrał kurs na Wołogoszcz, gdzie spustoszył okoliczne ziemie. W okolicach Łosic armia meklemburska założyła umocniony obóz. Jako że pomoc Gerarda z Danii nie nadchodziła, okoliczni mieszkańcy zwrócili się o pomoc do władców szczecińskich. Na początku października 1327 Meklemburczycy dokonali wypadu pod Gryfię, rabując 40 krów. W ślad za rabusiami z miasta wyruszyło 600 uzbrojonych mieszkańców, którzy pobili doszczętnie przeciwnika w starciu pod Griebenow. Kolejne miesiące nie przyniosły już większych sukcesów siłom pomorskim. Niepowodzeniem zakończyło się m.in. oblężenie obozu meklemburskiego w Schopenburgu w marcu 1328. W kwietniu Henryk II zwrócił się przeciwko Księstwu szczecińskiemu, podejmując marsz na Trzebiatów nad Tolężą. Po ściągnięciu posiłków z Dymina i Trzebiatowa Pomorzanie pobili przeciwnika w starciu pod Wilczkowem.
Dnia 24 czerwca 1328 obie strony zawarły pokój w Dobromyślu. W rozmowach uczestniczyli książę Barnim III Wielki, Henryk II oraz Jan III z Werli. Za kwotę 31 000 grzywien srebra Meklemburczycy zrzekali się jakichkolwiek praw do księstwa rugijskiego. W zastaw otrzymywali jedynie w zastaw miasta Bardo, Grzymie oraz Trzebudzice.

## Druga wojna rugijska
W roku 1340, po zaprzestaniu płacenia trybutu Meklemburczykom sporne ziemie księstwa rugijskiego zostały zajęte przez Meklemburgię. Jesienią roku 1342 pomorski marszałek Wedego Bugenhagen przejął kontrolę nad Grzymiem. Rok później Meklemburczykom dowodzonym przez Albrechta II udało się odbić miasto. Za wstawiennictwem miast Strzałowa i Gryfii w październiku 1343 podpisano zawieszenie broni. Rozmowy nie przyniosły rozstrzygnięcia, król duński Waldemar IV Atterdag obawiając się utraty wpływów nie zdecydował się na rozstrzygnięcie sporu. Na dodatek synowie zmarłego Warcisława IV zażądali zwrotu spornych ziem. Nowe walki z Meklemburgią wybuchły w roku 1351. Do decydującego starcia doszło dnia 25 października 1351. Wsparci wojskami Barnima III Pomorzanie rozbili Meklemburczyków pod Łosicami. 12 lutego 1354 zawarto porozumienie pokojowe w Strzałowie. Meklemburczycy zrzekli się praw do Grzymia, Barda oraz Trzebudzic. Rok później doszło do połączenia księstwa rugijskiego z księstwem wołogoskim.